# Benjámin Almási
Benjámin Almási (a trăit în prima jumătate a secolului al XVII-lea) a fost un poet și pedagog maghiar din Transilvania, participant la războaiele curuților.